# Serra dels Cuchumatanes
La serra dels Cuchumatanes, situada a l'oest de Guatemala, és la serralada no volcànica més alta d'Amèrica Central. El nom «Cuchumatán» deriva de les paraules mam cuchuj («unir») i matán («amb gran força») i significa «allò que va ser unit amb gran força». Cuchumatán també pot ser una derivació de la paraula nàhuatl kochmatlán, que significa «lloc dels caçadors de lloros».

## Geografia
Les elevacions de les muntanyes oscil·len entre els 500 m i els més de 3.800 m, i cobreix una àrea de 16.350  km2. Amb una superfície de 1.500 km2 situada per sobre dels 3.000 m, també és la regió de les terres altes més extensa d'Amèrica Central.
La serra es troba a l'oest de Guatemala, als departaments de Huehuetenango i El Quiché. Els seus límits occidental i sud-oest estan marcats pel riu Seleguá, que la separa de la cadena volcànica de Sierra Madre de Chiapas. La seva frontera sud està definida pel riu Negro, que desemboca al riu Chixoy, que vira cap al nord i separa la serra dels Cuchumatanes de les muntanyes de la regió de l'Alta Verapaz. El cim més alt, que arriba fins als 3.837 m, es troba al departament de Huehuetenango. Les muntanyes es van formar durant el període geològic del Cretaci. L'Altos de Chiantla és un altiplà de la serra dels Cuchumatanes.
La serra dels Cuchumatanes té una varietat de biomes diferents, com ara boscos tropicals i subtropicals de frondoses humits a la muntanya inferior, mentre que les praderies i matollars de muntanya estan presents als vessants i altiplans més alts. La zona està dominada per páramos, però també hi ha Juniperus, pins i boscos d'avets. Les plantes de la serra dels Chuchumatanes s'assemblen més a les plantes de la serralada dels Andes d'Amèrica del Sud que a les de la resta de Mesoamèrica, a causa de l'elevació i el clima fresc.

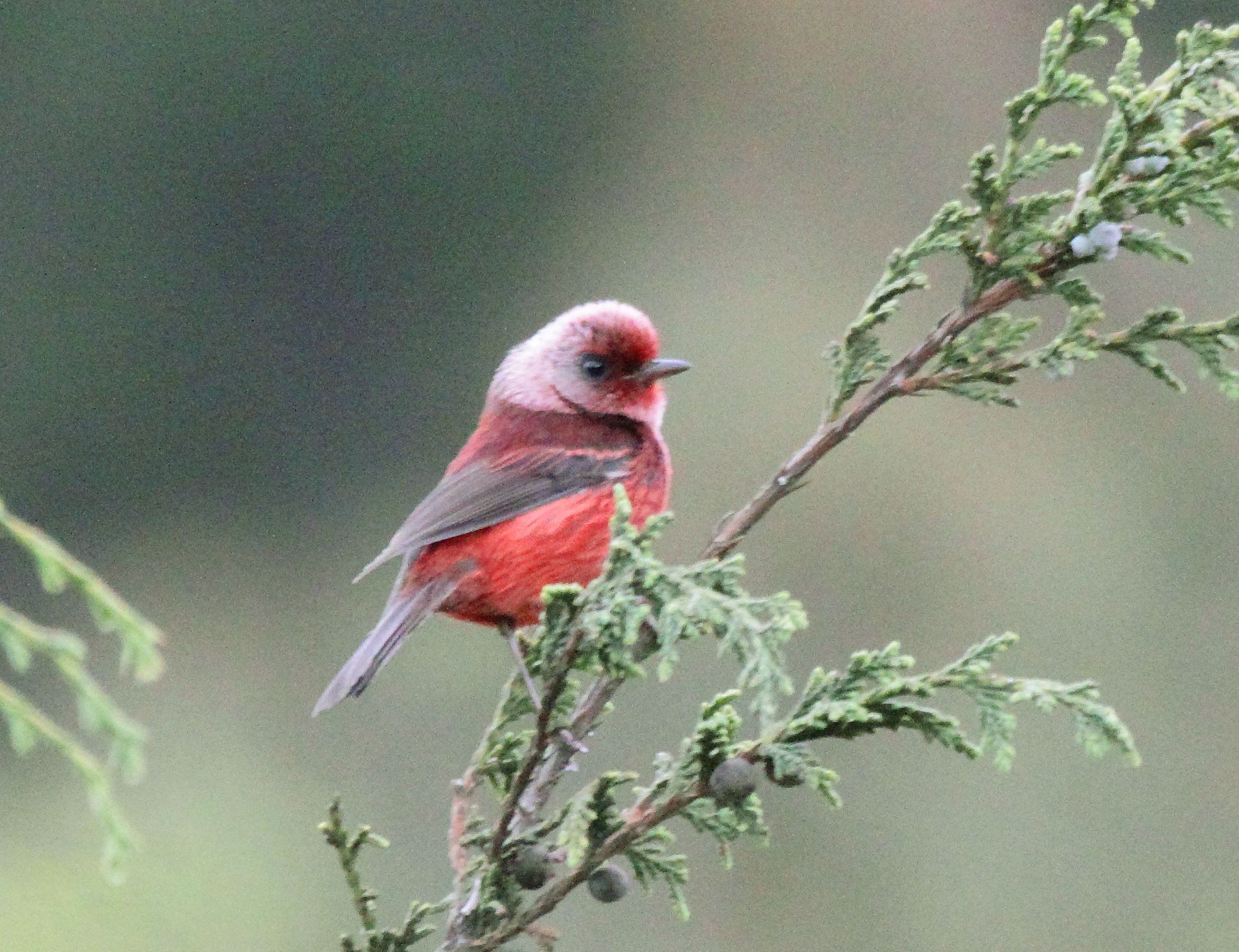
La bosquerola rosada viu als Cuchumatanes

L'indret ha estat designat com a àrea important per a la conservació de les aus (IBA) per BirdLife International. Les espècies amenaçades inclouen el guan banyut i el guan d'altiplà, així com la bosquerola rosada.

## Economia
La gent de la serra dels Chuchumantanes conrea patates i cria ovelles, i hi ha poc conreu del blat de moro que caracteritza les comunitats maies d'altres llocs. Hi ha centenars de quilòmetres de tanques de pedra per a restringir el pas de les ovelles. La gent col·loca petites illes de terra a la part superior de les tanques de pedra per a fer créixer plantes com l'atzavara.
Molts joves abandonen la serra per a buscar feina en un altre lloc, sovint als Estats Units d'Amèrica, i després envien les remeses a les seves famílies que utilitzen els diners per a comprar camions, construir cases amb blocs de formigó i instal·lar reg i electricitat. Els camions han permès a la població buscar altres mercats per a les seves patates i la seva llana.
Algunes persones encara viuen en cases d'estil maia amb sostres de palla. La «cabana de suar» maia tradicional, una mena de sauna cerimonial, s'anomena chuj.